# 千代反田充
千代反田 充（ちよたんだ みつる、1980年6月1日 - ）は、福岡県福岡市南区出身の元プロサッカー選手。ポジションはディフェンダー（センターバック）。

## 来歴
東福岡高校2年生の時には、手島和希・本山雅志・古賀誠史・金古聖司らと共にインターハイ、全日本ユース選手権、高校選手権の制覇に貢献。高校サッカー史上初の3冠を経験した。
高校卒業後は筑波大学に進学。大学時代は関東選手権大会、関東大学サッカーリーグ優勝など、数々のタイトルを獲得した。2001年、全日本大学選抜に選出。2002年は全日本大学サッカー選手権大会に出場し、全日本大学サッカー選手権大会ベストDF賞を受賞した。
2003年、地元のアビスパ福岡に入団。プロ入り1年目から一定して試合に出場し、2004年からレギュラーに定着。守備を本職としながらも攻撃的センターバックとして活躍し、この年は5得点、翌2005年には7得点を記録し、チームの中心選手に成長した。
2007年、アルビレックス新潟に完全移籍。ディフェンスリーダーとして守備陣を統率。2009年には熟成した守備を披露し、J1で2番目に少ない失点数に抑え、最終ラインからチームの上位進出に貢献した。
2010年、名古屋グランパスに完全移籍。田中マルクス闘莉王と増川隆洋のセンターバックコンビの前に中々出場機会を得られなかったが、闘莉王、増川の不在時には活躍。リーグ戦16試合の出場にとどまったものの、同年の名古屋のJ1制覇に貢献した。
2012年、ジュビロ磐田に完全移籍。しかし、7試合の出場にとどまった。
2013年、徳島ヴォルティスへ完全移籍。怪我などの影響で14試合の出場にとどまったが、終盤戦はレギュラーに定着し、J1昇格プレーオフ決勝では1ゴールを挙げるなどJ1昇格に貢献した。
2014年シーズン後に、契約満了で徳島を退団し、現役を引退。2015年に名古屋グランパスのスクールコーチに就任 したが、同年末にスクールコーチを辞任。日本プロサッカー選手会のセカンドキャリアサポートなどの支援を受け、2016年4月にアサヒビールに入社。東京統括支社東京支店課長補佐として営業職を務めている。2017年10月22日に行われたJ2第38節・アビスパ福岡 vs ジェフユナイテッド千葉戦（レベルファイブスタジアム）では「アビスパ福岡のオフィシャルパートナーの社員」として古巣ホームゲームのイベントに参加した。

## エピソード
- 新潟から名古屋に移籍した理由は、監督のストイコビッチからの熱烈オファーによるものであるが、2009年の新潟対名古屋戦で、名古屋MFマギヌンが退場した際の乱闘の中で、熱くなったストイコビッチに胸を突かれる一場面があった。その事は名古屋の入団会見で口にしている。なお、引退後の回顧では「殴られたというより、ボンって突かれた感じ」だという[5]。

## 所属クラブ
ユース経歴
- 福岡市立鶴田小学校
- 福岡市立老司中学校
- 1996年 - 1998年 東福岡高校
  - 1998年 アビスパ福岡 (強化指定選手)
- 1999年 - 2002年 筑波大学

プロ経歴
- 2003年 - 2006年 アビスパ福岡
- 2007年 - 2009年 アルビレックス新潟
- 2010年 - 2011年 名古屋グランパス
- 2012年 ジュビロ磐田
- 2013年 - 2014年 徳島ヴォルティス

## 個人成績
| 国内大会個人成績 | 国内大会個人成績 | 国内大会個人成績 | 国内大会個人成績 | 国内大会個人成績 | 国内大会個人成績 | 国内大会個人成績 | 国内大会個人成績 | 国内大会個人成績 | 国内大会個人成績 | 国内大会個人成績 | 国内大会個人成績 |
| 年度             | クラブ           | 背番号           | リーグ           | リーグ戦         | リーグ戦         | リーグ杯         | リーグ杯         | オープン杯       | オープン杯       | 期間通算         | 期間通算         |
| 年度             | クラブ           | 背番号           | リーグ           | 出場             | 得点             | 出場             | 得点             | 出場             | 得点             | 出場             | 得点             |
| 日本             | 日本             | 日本             | 日本             | リーグ戦         | リーグ戦         | リーグ杯         | リーグ杯         | 天皇杯           | 天皇杯           | 期間通算         | 期間通算         |
| ---------------- | ---------------- | ---------------- | ---------------- | ---------------- | ---------------- | ---------------- | ---------------- | ---------------- | ---------------- | ---------------- | ---------------- |
| 2001             | 筑波大           |                  | -                | -                | -                | -                | -                | 1                | 0                | 1                | 0                |
| 2002             | 筑波大           | 6                | -                | -                | -                | -                | -                | 1                | 0                | 1                | 0                |
| 2003             | 福岡             | 5                | J2               | 26               | 1                | -                | -                | 0                | 0                | 26               | 1                |
| 2004             | 福岡             | 5                | J2               | 43               | 5                | -                | -                | 2                | 0                | 45               | 5                |
| 2005             | 福岡             | 5                | J2               | 35               | 7                | -                | -                | 0                | 0                | 35               | 7                |
| 2006             | 福岡             | 5                | J1               | 26               | 1                | 5                | 0                | 2                | 0                | 33               | 1                |
| 2007             | 新潟             | 5                | J1               | 33               | 2                | 4                | 0                | 1                | 0                | 38               | 2                |
| 2008             | 新潟             | 5                | J1               | 32               | 2                | 6                | 0                | 2                | 0                | 40               | 2                |
| 2009             | 新潟             | 5                | J1               | 33               | 1                | 5                | 0                | 3                | 0                | 41               | 1                |
| 2010             | 名古屋           | 3                | J1               | 16               | 0                | 6                | 1                | 3                | 0                | 25               | 1                |
| 2011             | 名古屋           | 3                | J1               | 17               | 0                | 1                | 0                | 4                | 0                | 22               | 0                |
| 2012             | 磐田             | 4                | J1               | 7                | 0                | 3                | 1                | 1                | 0                | 11               | 1                |
| 2013             | 徳島             | 5                | J2               | 14               | 1                | -                | -                | 0                | 0                | 14               | 1                |
| 2014             | 徳島             | 5                | J1               | 9                | 0                | 0                | 0                | 1                | 0                | 10               | 0                |
| 通算             | 日本             | 日本             | J1               | 173              | 6                | 30               | 2                | 17               | 0                | 220              | 8                |
| 通算             | 日本             | 日本             | J2               | 118              | 14               | -                | -                | 2                | 0                | 120              | 14               |
| 通算             | 日本             | 日本             | 他               | -                | -                | -                | -                | 2                | 0                | 2                | 0                |
| 総通算           | 総通算           | 総通算           | 総通算           | 291              | 20               | 30               | 2                | 21               | 0                | 342              | 22               |

その他の公式戦
- 2004年
  - J1・J2入れ替え戦 2試合0得点
- 2006年
  - J1・J2入れ替え戦 2試合0得点
- 2013年
  - J1昇格プレーオフ 2試合1得点

| 国際大会個人成績 | 国際大会個人成績 | 国際大会個人成績 | 国際大会個人成績 | 国際大会個人成績 |
| 年度             | クラブ           | 背番号           | 出場             | 得点             |
| AFC              | AFC              | AFC              | ACL              | ACL              |
| ---------------- | ---------------- | ---------------- | ---------------- | ---------------- |
| 2011             | 名古屋           | 3                | 5                | 0                |
| 通算             | AFC              | AFC              | 5                | 0                |

- Jリーグ初出場 - 2003年4月19日 J2-第07節 アビスパ福岡対大宮アルディージャ (博多の森球技場)
- Jリーグ初得点 - 2003年10月5日 J2-第37節 モンテディオ山形対アビスパ福岡 (山形県総合運動公園陸上競技場)
- 強化指定選手としての公式戦出場はなし

## タイトル
- 京都インターハイ優勝 (1997年)
- 全日本ユース選手権 (1997年)
- 全国高等学校サッカー選手権大会 (1997年、1998年)
- 関東大学サッカーリーグ (1999年、2000年)
- 関東選手権 (2000年)
- 全日本大学サッカー選手権大会優勝 (2002年)
- 全日本大学サッカー選手権大会ベストDF賞 (2002年)

## 代表・選抜歴
- 1999年 日本高校選抜
- 2001年 全日本大学選抜
- 2002年 全日本大学選抜